# Nekrolog 1832
Nekrolog
◄◄
| ◄
| 1828
| 1829
| 1830
| 1831
| 1832 | 1833 | 1834 | 1835 | 1836 | ► | ►►
Weitere Ereignisse | Allgemeiner Nekrolog 1832
Die Beschreibung der verstorbenen Person sollte so kurz wie möglich gehalten sein und nur deren signifikante Tätigkeit(en) enthalten.
Neue Namen ggf. auch unter dem Geburts- und Sterbedatum, also etwa unter 1. Januar und im Geburts- und Sterbejahr (2024) eintragen (nur bei entsprechender großer Wichtigkeit). Für Beispiele siehe die schon vorhandenen Artikel.
Außerdem über die fünf zuletzt Verstorbenen, zu denen es einen ausreichend guten Artikel für eine Präsentation auf der Hauptseite gibt, nach der todesbedingten Überarbeitung der Artikel ggf. auch unter Wikipedia Diskussion:Hauptseite informieren und sie am besten auch in den anderen Wikipedia-Sprachversionen eintragen. Tipp: Regelmäßig bei news.google.de nach „ist tot“, „gestorben“ oder „verstorben“ suchen.
Wenn eine Person gestorben ist, gibt es viele Seiten zu dieser Person in der Wikipedia, die davon auch betroffen sind und entsprechend aktualisiert werden müssen. Beispiele: Namenübersichtsseite, Geburtsjahr, Geburtsort-Seiten und viele mehr.
Wie finde ich die betroffenen Seiten?
Im Suchfeld auf der linken Seite gibt man den Suchbegriff so ein: „Vorname Nachname“. Dann klickt man auf Volltext und alle Seiten mit entsprechendem Suchtext werden aufgerufen. Hier sieht man dann schnell, wo auch das Todesjahr Sinn macht oder sogar ein Teil des Artikels angepasst werden muss. Auch hilft das „Werkzeug“ auf der linken Seite sehr gut, um solche Seiten aufzufinden: „Links auf diese Seite“. Somit ist die Wikipedia wieder aktuell in allen Bereichen! Hinweis: bei Eintragung der Kategorie „Gestorben JAHR“ wird der Missbrauchsfilter 49 ausgelöst, was jedoch nicht schlimm ist. Siehe: Spezial:Missbrauchsfilter/49
Dies ist eine Liste von im Jahr 1832 verstorbenen bekannten Persönlichkeiten. Die Einträge erfolgen innerhalb der einzelnen Daten alphabetisch sortiert. Tiere sind im Nekrolog für Tiere zu finden.

## Januar
| Tag        | Name                                     | Beruf, bekannt als                                                         | Alter | Beleg |
| ---------- | ---------------------------------------- | -------------------------------------------------------------------------- | ----- | ----- |
| 3. Januar  | Franz Liebich                            | böhmischer Maler                                                           | 54    |       |
| 7. Januar  | Johann Pankraz Kober                     | deutscher Maler                                                            | 35    |       |
| 7. Januar  | Jacques Peschier                         | Schweizer Apotheker und Chemiker                                           | 62    |       |
| 9. Januar  | Karl von Kügelgen                        | Landschafts- und Historienmaler, russischer Hof- und Kabinettmaler         | 59    |       |
| 10. Januar | Andrew Henry                             | US-amerikanischer Pelzhändler, Mitbegründer der Rocky Mountain Fur Company |       |       |
| 11. Januar | Bernhard Riedmiller                      | Freiheitskämpfer der Napoleonischen Zeit                                   | 74    |       |
| 12. Januar | Heinrich Ludwig von Zehmen               | Deputierter auf dem Lausitzer Landtag, Rittergutsbesitzer                  |       |       |
| 13. Januar | Johann Hermann Voerster                  | Munizipaldirektor der Stadt Mülheim an der Ruhr (1808–1813)                |       |       |
| 14. Januar | Christian Ferdinand von Könitz           | deutscher Staatsminister                                                   |       |       |
| 15. Januar | Christian August Lindner                 | deutscher Maler und Zeichner                                               |       |       |
| 17. Januar | August Friedrich Ferdinand von der Goltz | preußischer Politiker                                                      | 66    |       |
| 18. Januar | Alexander McKim                          | US-amerikanischer Politiker                                                | 84    |       |
| 19. Januar | Richard Thomas                           | US-amerikanischer Politiker                                                | 87    |       |
| 20. Januar | Ignatz Hülswitt                          | deutscher Autor                                                            | 38    |       |
| 23. Januar | William Cockerill, Senior                | englischer Industriepionier                                                | 72    |       |
| 23. Januar | William Mayrant                          | US-amerikanischer Politiker                                                | 66    |       |
| 23. Januar | Eduard Ritz                              | deutscher Geiger                                                           | 29    |       |
| 24. Januar | Heinrich Ferdinand Richter               | deutscher Philosoph                                                        |       |       |
| 25. Januar | Wolf Christian Ludwig von Gersdorff      | preußischer Major und Landrat                                              | 66    |       |
| 25. Januar | Christian Voß                            | deutscher evangelischer Geistlicher                                        | 69    |       |
| 26. Januar | Alexander Cochrane                       | Admiral der britischen Royal Navy                                          | 73    |       |
| 26. Januar | Johan Storm Munch                        | norwegischer Bischof und Schriftsteller                                    | 53    |       |
| 27. Januar | Feodor Iwanowitsch Kalmück               | russisch-deutscher Maler und Kupferstecher                                 |       |       |
| 28. Januar | Augustin-Daniel Belliard                 | französischer General                                                      | 62    |       |
| 28. Januar | Carsten Tank                             | norwegischer Kaufmann und Politiker                                        | 65    |       |
| 29. Januar | Bonaventura Gazzola                      | italienischer Geistlicher, Bischof von Montefiascone und Kardinal          | 87    |       |
| 29. Januar | Franz Xaver Kleinheinz                   | österreichischer Komponist, Klavierpädagoge und Kapellmeister              | 66    |       |
| 30. Januar | David August von Apell                   | deutscher Komponist und Theaterintendant                                   | 77    |       |
| 30. Januar | Anton David Steiger                      | österreichischer Mineraloge und Bergbaupionier                             | 76    |       |

## Februar
| Tag         | Name                                    | Beruf, bekannt als                                                              | Alter | Beleg |
| ----------- | --------------------------------------- | ------------------------------------------------------------------------------- | ----- | ----- |
| 2. Februar  | Christiane Luise Hegel                  | Frau des Bürgertums in Württemberg, Schwester von Georg Wilhelm Friedrich Hegel | 58    |       |
| 2. Februar  | Ignacio López Rayón                     | mexikanischer Unabhängigkeitskämpfer                                            | 58    |       |
| 3. Februar  | Karl Viktor von Bonstetten              | Schweizer Schriftsteller                                                        | 86    |       |
| 3. Februar  | George Crabbe                           | britischer Dichter                                                              | 77    |       |
| 4. Februar  | Raffaele Mazio                          | italienischer Geistlicher, Kurienkardinal                                       | 66    |       |
| 5. Februar  | Markus Dinkel                           | Schweizer Porträtmaler                                                          | 69    |       |
| 6. Februar  | Karl Christian von Gehren               | deutscher reformierter Geistlicher und Schriftsteller                           | 68    |       |
| 6. Februar  | François Xavier de Montesquiou-Fézensac | französischer Geistlicher und Politiker                                         | 75    |       |
| 9. Februar  | Franz Boos                              | österreichischer Hofgärtner, Direktor der Kaiserlichen Hofgärten                | 78    |       |
| 9. Februar  | Christian von Haugwitz                  | preußischer Staatsmann und Diplomat                                             | 79    |       |
| 10. Februar | Wilhelm Hepp                            | oberpfälzischer Orgelbauer                                                      |       |       |
| 10. Februar | Christian Wiederhold                    | kurhessischer Minister                                                          | 57    |       |
| 11. Februar | Julius Wilhelm von Oppel                | deutscher Staatsmann                                                            | 65    |       |
| 14. Februar | Friedrich Günther Beyer                 | deutscher Bürgermeister                                                         | 63    |       |
| 15. Februar | Asa Adgate                              | US-amerikanischer Politiker                                                     | 64    |       |
| 15. Februar | Ludwig Brückner                         | badischer Generalmajor                                                          | 63    |       |
| 15. Februar | Hardenack Otto Conrad Zinck             | deutscher Kammermusiker, Komponist, Musikerzieher und Schriftsteller            | 85    |       |
| 16. Februar | Hanns August Fürchtegott von Globig     | deutscher Politiker und sächsischer Kammerherr                                  | 58    |       |
| 16. Februar | Johann Baptist Hauttmann                | deutscher Maler                                                                 |       |       |
| 17. Februar | Jonathan Russell                        | US-amerikanischer Politiker                                                     | 60    |       |
| 18. Februar | Florian von Seydlitz                    | preußischer Generalmajor                                                        | 54    |       |
| 19. Februar | Parmenio Adams                          | US-amerikanischer Politiker                                                     | 55    |       |
| 20. Februar | John White                              | englischer Chirurg und Naturforscher                                            |       |       |
| 21. Februar | Anselm Rudolph von Unruh                | preußischer Capitain, Landrat und Feuersozietätsdirektor                        | 78    |       |
| 23. Februar | Karl Friedrich Emich von Uexküll        | württembergischer Kunstsammler und Schriftsteller                               | 76    |       |
| 23. Februar | Wolf Heidenheim                         | deutscher Gelehrter jüdischen Glaubens                                          |       |       |
| 24. Februar | Victor Escousse                         | französischer Dichter und Dramatiker                                            |       |       |
| 26. Februar | Henriette von Crayen                    | deutsche Salonière                                                              | 76    |       |
| 28. Februar | Johann Georg Lenz                       | deutscher Mineraloge                                                            | 83    |       |
| 28. Februar | Eugen von Raumer                        | preußischer Generalleutnant                                                     | 73    |       |
| 29. Februar | Louis Auguste Curtat                    | Schweizer evangelischer Geistlicher und Politiker                               | 73    |       |

## März
| Tag      | Name                                  | Beruf, bekannt als                                                                | Alter | Beleg |
| -------- | ------------------------------------- | --------------------------------------------------------------------------------- | ----- | ----- |
| 2. März  | Johann Friedrich Gaab                 | Theologe, Hochschullehrer sowie Prälat und Generalsuperintendent von Tübingen     | 70    |       |
| 4. März  | Jean-François Champollion             | französischer Sprachwissenschaftler                                               | 41    |       |
| 6. März  | Konrad Näf                            | Schweizer Gehörlosenlehrer und Dichter                                            | 42    |       |
| 9. März  | Carl Anton Graff                      | Maler                                                                             | 58    |       |
| 9. März  | Gottlob Heinrich von Rapp             | deutscher Kunstschriftsteller                                                     | 71    |       |
| 10. März | Muzio Clementi                        | klassischer Komponist                                                             | 80    |       |
| 11. März | Charles-Pierre Girault-Duvivier       | französischer Grammatiker, Romanist und Kompilator                                | 66    |       |
| 11. März | David Marchand                        | US-amerikanischer Politiker                                                       | 55    |       |
| 12. März | Friedrich Kuhlau                      | deutsch-dänischer Komponist                                                       | 45    |       |
| 12. März | Carl Ludwig Paulmann                  | deutscher Theaterschauspieler und Opernsänger (Tenor)                             | 42    |       |
| 13. März | Aleksander Orłowski                   | polnischer Maler                                                                  | 55    |       |
| 14. März | Georg Ludwig Friedrich von Dalwig     | preußischer Generalmajor                                                          | 69    |       |
| 15. März | Otto Wilhelm Masing                   | estnischer Pfarrer und Sprachwissenschaftler                                      | 68    |       |
| 19. März | Ludwig Halirsch                       | österreichischer Dichter und Beamter                                              | 30    |       |
| 21. März | Blasius Balteschwiler                 | Schweizer Baumeister                                                              | 80    |       |
| 22. März | Gideon Gardner                        | US-amerikanischer Politiker                                                       | 72    |       |
| 22. März | Johann Wolfgang von Goethe            | deutscher Dichter, Naturwissenschaftler, Kunsttheoretiker und Weimarer Staatsmann | 82    |       |
| 24. März | Abraham Vita de Cologna               | italienischer Rabbiner                                                            | 76    |       |
| 24. März | Maria Anna von Sachsen                | Frau von Leopold II. von Österreich, Großherzog der Toskana                       | 32    |       |
| 24. März | Christian Gotthilf Immanuel Oehme     | deutscher Maler und Zeichenlehrer                                                 | 73    |       |
| 25. März | Christian Zimmermann                  | Generalmajor im Großherzogtum Hessen                                              |       |       |
| 26. März | Corentin de Leissegues                | französischer Admiral                                                             | 73    |       |
| 26. März | José María Antonio de la Cruz Márquez | honduranischer Politiker, Staatschef von Honduras                                 | 30    |       |
| 27. März | Franz Niklaus König                   | Schweizer Genre- und Porträtmaler                                                 | 66    |       |
| 28. März | Lazarus Bendavid                      | deutscher Mathematiker und Philosoph                                              | 69    |       |
| 28. März | Ernst Friedrich von Schlotheim        | deutscher Geologe und Paläontologe                                                | 67    |       |
| 29. März | Maria Theresia von Österreich-Este    | durch Heirat Königin von Sardinien-Piemont                                        | 58    |       |
| 30. März | Louis-Joseph Grandeau d’Abancourt     | französischer General                                                             | 70    |       |
| 30. März | Stephen Groombridge                   | britischer Astronom und Kaufmann                                                  | 77    |       |
| 30. März | Friedrich Heinrich von Strombeck      | deutscher Jurist und Autor                                                        | 58    |       |
| 31. März | Antoni Brodowski                      | polnischer Maler des Klassizismus                                                 |       |       |
| 31. März | Franz Sartori                         | österreichischer Schriftsteller, Publizist und Herausgeber                        | 50    |       |

## April
| Tag       | Name                                                | Beruf, bekannt als                                                                | Alter | Beleg |
| --------- | --------------------------------------------------- | --------------------------------------------------------------------------------- | ----- | ----- |
| 3. April  | Jean-Baptiste Gay, vicomte de Martignac             | französischer Staatsmann und Innenminister                                        | 53    |       |
| 4. April  | Ferdinand Mayer                                     | österreichischer Beamter, Persönlichkeit der Architektur- und Eisenbahngeschichte |       |       |
| 6. April  | Giustina Renier Michiel                             | venezianische Schriftstellerin, Übersetzerin und Salonnière                       | 76    |       |
| 6. April  | Anton Török                                         | Bischof des Csanáder Bistums                                                      | 70    |       |
| 9. April  | Franz Mumb von Mühlheim                             | Regimentsinhaber und Festungskommandant von Temeswar.                             | 78    |       |
| 11. April | Ludwig von Ellrichshausen                           | Rittergutsbesitzer und Direktor                                                   | 42    |       |
| 11. April | Benedict Peuger                                     | österreichischer Geistlicher und Schriftsteller                                   | 76    |       |
| 12. April | Shadrach Bond                                       | US-amerikanischer Politiker                                                       | 58    |       |
| 12. April | Friedrich Ludwig Reinhold                           | deutscher evangelisch-lutherischer Geistlicher und Pädagoge                       | 65    |       |
| 12. April | Josef Anton Selb                                    | deutsch-österreichischer Maler und Lithograf                                      | 48    |       |
| 13. April | Jacques Augustin                                    | französischer Maler                                                               | 72    |       |
| 13. April | Jean-Baptiste Dalesme                               | französischer Generalleutnant der Infanterie                                      | 68    |       |
| 14. April | Carl zu Erbach-Erbach                               | deutscher Adliger                                                                 | 49    |       |
| 14. April | Manuel Joaquim de Matos Góis                        | portugiesischer Gouverneur von Portugiesisch-Timor                                |       |       |
| 15. April | Adam Eberle                                         | deutscher Historienmaler und Lithograf der Romantik                               | 28    |       |
| 15. April | Johann Friedrich König                              | Landtagsabgeordneter Großherzogtum Hessen                                         | 59    |       |
| 16. April | Alexandre Henri Gabriel de Cassini                  | französischer Botaniker und Jurist                                                | 50    |       |
| 16. April | Justus Christian Loder                              | Anatom, Chirurg, Leibarzt von Zar Alexander I.                                    | 79    |       |
| 16. April | John Taylor                                         | US-amerikanischer Politiker                                                       | 61    |       |
| 17. April | Peter Anker                                         | norwegischer Diplomat, Gouverneur der dänischen Kolonie Tranquebar                | 87    |       |
| 17. April | Auguste Bußmann                                     | kurzzeitig verheiratet mit Clemens Brentano                                       | 41    |       |
| 17. April | Ludwig Giseke                                       | deutscher Schriftsteller, Dichter und Hofrat                                      | 75    |       |
| 17. April | Karl zu Ysenburg-Büdingen-Meerholz                  | Abgeordneter der kurhessischen Ständeversammlung                                  | 68    |       |
| 18. April | Wilhelm Heinrich Minter                             | deutsch-polnischer Architekt und Offizier                                         | 54    |       |
| 20. April | Joseph Hawkins                                      | US-amerikanischer Rechtsanwalt und Politiker                                      | 50    |       |
| 20. April | Hugo Leopold Georg Valentin von Nordeck zur Rabenau | Offizier und Gutsbesitzer                                                         | 77    |       |
| 20. April | John Parker                                         | US-amerikanischer Politiker                                                       | 72    |       |
| 21. April | Karl Wilhelm Ferdinand Unzelmann                    | deutscher Schauspieler und Sänger                                                 | 78    |       |
| 22. April | Guillaume Guillon-Lethière                          | französischer Maler                                                               | 72    |       |
| 22. April | Wilhelm Würfel                                      | tschechischer Komponist, Organist, Pianist und Musikpädagoge                      |       |       |
| 23. April | Ludwig Julius Caspar Mende                          | deutscher Gynäkologe                                                              | 52    |       |
| 23. April | Micah Townshend                                     | US-amerikanischer Politiker und Richter                                           | 82    |       |
| 24. April | Francis de Rottenburg                               | britischer General und Militärschriftsteller deutsch-polnischer Herkunft          |       |       |
| 24. April | Friedrich Gottlieb von Stutterheim                  | preußischer Generalmajor                                                          | 75    |       |
| 25. April | Pierre Antoine François Huber                       | Offizier                                                                          | 56    |       |
| 25. April | Ludwig Neureuther                                   | deutscher Maler, Lithograph und Radierer                                          | 57    |       |
| 27. April | Karl von Varnbüler                                  | württembergischer Politiker                                                       | 55    |       |
| 28. April | Friedrich Gottlob Hayne                             | deutscher Botaniker                                                               | 69    |       |
| 30. April | Michael Friedrich Wild                              | deutscher Geodät                                                                  | 85    |       |
| April     | William Barnett                                     | US-amerikanischer Politiker                                                       | 71    |       |

## Mai
| Tag     | Name                                  | Beruf, bekannt als                                                                    | Alter | Beleg |
| ------- | ------------------------------------- | ------------------------------------------------------------------------------------- | ----- | ----- |
| 1. Mai  | Sakdiphonlasep                        | siamesischer Uparat (1824–1832)                                                       | 46    |       |
| 3. Mai  | Isaac Heijmans Presburg               | Textilkaufmann, Geldwechsler und Rabbiner                                             |       |       |
| 5. Mai  | Kaʻahumanu                            | Königin des Königreichs Hawaiʻi                                                       | 64    |       |
| 5. Mai  | Thomas Tillotson                      | US-amerikanischer Politiker                                                           |       |       |
| 6. Mai  | Peter Hinrich Tesdorpf                | deutscher Kaufmann und Bürgermeister in Lübeck                                        | 80    |       |
| 7. Mai  | Charles Guillaume Alexandre Bourgeois | französischer Maler und Physiker                                                      | 72    |       |
| 7. Mai  | Rose de Freycinet                     | Ehefrau des französischen Forschungsreisenden Louis de Freycinet                      | 37    |       |
| 7. Mai  | Friedrich Anton von Venningen         | Oberamtmann in Kreuznach, Intendant in Mannheim                                       | 66    |       |
| 7. Mai  | Christian Gottfried Schütz            | deutscher Humanist                                                                    | 84    |       |
| 9. Mai  | Camillo Filippo Ludovico Borghese     | italienischer Adliger, Fürst zu Sulmona und Rossano                                   | 56    |       |
| 12. Mai | Heinrich Christian Macklot            | deutscher Naturforscher und Zoologe                                                   | 32    |       |
| 13. Mai | Georges Cuvier                        | französischer Naturforscher, Begründer der wissenschaftlichen Paläontologie           | 62    |       |
| 13. Mai | Joseph Anton von Destouches           | deutscher Dramatiker und Beamter                                                      | 65    |       |
| 13. Mai | Carl von Mannlich                     | bayerischer Offizier und Forstmeister                                                 | 44    |       |
| 14. Mai | Edward Dodwell                        | britischer Altertumsforscher                                                          |       |       |
| 15. Mai | Louise-Élisabeth de Croÿ de Tourzel   | französische Adlige, Herzogin de Tourzel                                              | 82    |       |
| 15. Mai | Jonathan Hunt                         | US-amerikanischer Politiker                                                           | 44    |       |
| 15. Mai | Carl Friedrich Zelter                 | deutscher Musiker                                                                     | 73    |       |
| 16. Mai | Casimir Pierre Périer                 | französischer Politiker                                                               | 54    |       |
| 18. Mai | Bonifazio Asioli                      | italienischer Musiktheoretiker, Musikpädagoge, Cembalist, Kapellmeister und Komponist | 62    |       |
| 18. Mai | Friedrich Philipp Rosenstiel          | preußischer Beamter und Direktor der Königlichen Porzellan-Manufaktur                 | 77    |       |
| 18. Mai | Franz Anton Thüsing                   | hessischer und preußischer Beamter                                                    | 50    |       |
| 18. Mai | Karl Christian Wolfart                | deutscher Arzt                                                                        | 54    |       |
| 19. Mai | Friedrich Adolf von Heinze            | deutscher Mediziner und Maire von Lübeck                                              | 63    |       |
| 20. Mai | Johannes Birnbaum                     | deutscher Richter                                                                     | 69    |       |
| 20. Mai | Ignaz Stanislaus von Mathy            | deutscher römisch-katholischer Bischof                                                | 67    |       |
| 20. Mai | Johann Michael Sailer                 | katholischer Theologe und Bischof von Regensburg                                      | 80    |       |
| 20. Mai | Friedrich Wilhelm Sturz               | deutscher Pädagoge und Altphilologe                                                   | 70    |       |
| 21. Mai | August Christian Niemann              | deutscher Forst- und Staatswissenschaftler; Liederdichter                             | 71    |       |
| 22. Mai | Karoline Ferdinande von Österreich    | Prinzessin von Sachsen                                                                | 31    |       |
| 22. Mai | Carl Albrecht Helmuth von Maltzahn    | preußischer Kriegs- und Domänenrat, Landrat des Kreises Demmin                        | 65    |       |
| 23. Mai | Alois Dietrich                        | bayerischer Gasthofbesitzer und Politiker                                             | 39    |       |
| 25. Mai | Georges Simon Serullas                | französischer Chemiker und Apotheker                                                  | 57    |       |
| 25. Mai | Samuel Baur                           | deutscher evangelischer Pfarrer und Literat                                           | 64    |       |
| 26. Mai | Johann Baptist Fischer                | deutscher Arzt und Naturforscher                                                      |       |       |
| 27. Mai | John Rhea                             | US-amerikanischer Politiker                                                           |       |       |
| 28. Mai | Anton Grandauer                       | bayerischer Politiker                                                                 | 75    |       |
| 30. Mai | James Mackintosh                      | britischer Politiker                                                                  | 66    |       |
| 30. Mai | Erdmann Traugott Reichel              | deutscher Kaufmann                                                                    | 83    |       |
| 30. Mai | Dora Stock                            | deutsche Malerin                                                                      | 73    |       |
| 30. Mai | Ernst Christoph Alexander von Wolff   | kaiserlicher russischer Offizier und Träger des Ordens Pour le Mérite                 | 49    |       |
| 31. Mai | Évariste Galois                       | französischer Mathematiker                                                            | 20    |       |

## Juni
| Tag      | Name                              | Beruf, bekannt als                                                                | Alter | Beleg |
| -------- | --------------------------------- | --------------------------------------------------------------------------------- | ----- | ----- |
| 1. Juni  | Alphonse de Beauchamp             | französischer Historiker                                                          |       |       |
| 1. Juni  | Karl Konstantin Haberle           | deutscher Naturwissenschaftler und Hochschullehrer                                | 68    |       |
| 1. Juni  | Jean Maximilien Lamarque          | französischer General und Politiker                                               | 61    |       |
| 1. Juni  | Thomas Sumter                     | US-amerikanischer Militär im Amerikanischen Unabhängigkeitskrieg und Politiker    | 97    |       |
| 3. Juni  | Charles François Dulauloy         | General der Französischen Revolution und des Ersten Kaiserreichs                  | 70    |       |
| 4. Juni  | Jean-Pierre Abel-Rémusat          | französischer Sinologe und Bibliothekar                                           | 43    |       |
| 6. Juni  | Jeremy Bentham                    | englischer Philosoph und Sozialreformer                                           | 84    |       |
| 8. Juni  | Gebre Krestos                     | Negus von Äthiopien                                                               |       |       |
| 8. Juni  | Domenico Sestini                  | italienischer Numismatiker und Archäologe                                         | 81    |       |
| 9. Juni  | Manuel del Pópulo Vicente García  | spanischer Sänger und Komponist                                                   | 57    |       |
| 9. Juni  | Friedrich von Gentz               | deutsch-österreichischer Schriftsteller und Politiker                             | 68    |       |
| 9. Juni  | Franz Josef Graf Saurau           | österreichischer Politiker                                                        | 71    |       |
| 10. Juni | August Geitel                     | deutscher Hofrat und Schriftsteller                                               | 56    |       |
| 10. Juni | Joseph Hiester                    | US-amerikanischer Politiker                                                       | 79    |       |
| 10. Juni | Andreas Oberleitner               | österreichischer Benediktiner und Orientalist                                     | 43    |       |
| 12. Juni | Theodor von Haupt                 | deutscher Jurist und Schriftsteller                                               | 50    |       |
| 12. Juni | Maximilian Prechtl                | deutscher Ordensgeistlicher, Hochschullehrer und Professor für Dogmatik und Moral | 74    |       |
| 12. Juni | Johanna Margaretha Sieveking      | hamburgische Salonnière im Zeitalter der Aufklärung                               | 71    |       |
| 12. Juni | Nikolaus Simrock                  | deutscher Waldhornist am kurfürstlichen Hof und Musikalienverleger                | 80    |       |
| 13. Juni | Bruno Detterle                    | österreichischer Zisterzienserabt                                                 | 73    |       |
| 13. Juni | Jacques-Alexis Jacquemin          | französischer römisch-katholischer Geistlicher und Bischof von Saint-Dié          | 81    |       |
| 13. Juni | Friedrich Christian Krieger       | deutscher Maler                                                                   | 58    |       |
| 15. Juni | René Castel                       | französischer Dichter und Naturforscher                                           | 73    |       |
| 16. Juni | Eduard Rentzel                    | deutscher Jurist, Oberaltensekretär und Ratsherr in Hamburg                       | 59    |       |
| 17. Juni | Charles Clement Johnston          | US-amerikanischer Politiker                                                       | 37    |       |
| 18. Juni | Marian Stecher                    | Tiroler Musiker, Komponist, Chorregent und Musikpädagoge                          | 78    |       |
| 19. Juni | Samuel John Galton                | britischer Unternehmer und Wissenschaftler                                        | 79    |       |
| 20. Juni | Otto Ferdinand Dubislav von Pirch | preußischer Hauptmann und Reiseschriftsteller                                     | 33    |       |
| 23. Juni | James Hall                        | schottischer Geologe                                                              | 71    |       |
| 24. Juni | Johann Gottfried Müller           | deutscher Rechtswissenschaftler                                                   | 75    |       |
| 24. Juni | Ernst Zimmermann                  | evangelischer Theologe und großherzoglich hessischer Hofprediger                  | 45    |       |
| 25. Juni | Franz Josef von Gerstner          | böhmischer Mathematiker, Physiker, Hochschulgründer und Eisenbahnpionier          | 76    |       |
| 28. Juni | George Edward Mitchell            | US-amerikanischer Politiker                                                       | 51    |       |
| 29. Juni | Francisco Ballesteros             | spanischer General                                                                |       |       |
| 30. Juni | Charles Dundas, Baron Amesbury    | britischer Politiker, Mitglied des House of Commons                               | 80    |       |

## Juli
| Tag      | Name                                         | Beruf, bekannt als                                                                                  | Alter | Beleg |
| -------- | -------------------------------------------- | --------------------------------------------------------------------------------------------------- | ----- | ----- |
| 3. Juli  | Richard Hickman                              | US-amerikanischer Politiker                                                                         | 74    |       |
| 4. Juli  | Johann Joseph Mannebach                      | Bildhauer und Steinmetz                                                                             |       |       |
| 5. Juli  | Michel d’Abbadie                             | französischer Reeder                                                                                | 59    |       |
| 5. Juli  | Ludwig Robert                                | deutscher Dramatiker, Erzähler, Lyriker, Publizist und Übersetzer                                   | 53    |       |
| 6. Juli  | John Hely-Hutchinson, 2. Earl of Donoughmore | britischer General                                                                                  | 75    |       |
| 7. Juli  | Johann Heinrich Baumann                      | kurländischer Jäger und Maler                                                                       | 79    |       |
| 9. Juli  | Eduard Mehlis                                | deutscher Mediziner                                                                                 | 36    |       |
| 10. Juli | Katharina von Mosel                          | österreichische Pianistin, Organistin, Komponistin und Schriftstellerin                             | 43    |       |
| 11. Juli | Carl Ludwig Anton Maria Harbert              | deutscher Beamter, Bürgermeister und Pomologe                                                       | 60    |       |
| 13. Juli | Henning August von Bredow                    | deutscher Oberforstmeister, Landrat, Gutsbesitzer und Direktor der sächsischen Weinbaugesellschaft  | 58    |       |
| 13. Juli | Johann Georg Stintzing                       | deutscher Weinhändler                                                                               | 91    |       |
| 14. Juli | Ferdinand Heinrich Grautoff                  | Lübecker Polyhistor                                                                                 | 43    |       |
| 18. Juli | Claude François Jouffroy d’Abbans            | französischer Ingenieur und erster Erfinder des Dampfschiffs                                        | 80    |       |
| 18. Juli | Heinrich Daniel Andreas Sonne                | deutscher Geograph, Pädagoge und Journalist                                                         | 52    |       |
| 18. Juli | Friedrich Troschel                           | deutscher Verwaltungsjurist und Regierungspräsident                                                 | 67    |       |
| 19. Juli | Johann Heinrich Rößler                       | Begründer der Schreinerfamilie Rößler                                                               | 80    |       |
| 19. Juli | Karl Julius Weber                            | deutscher Schriftsteller und Satiriker                                                              |       |       |
| 20. Juli | Johann Georg Ziegler                         | deutscher Bildhauer und Bildstockmeister                                                            | 87    |       |
| 21. Juli | Amalie von Hessen-Darmstadt                  | Ehefrau des badischen Erbprinzen Karl Ludwig von Baden                                              | 78    |       |
| 22. Juli | Napoleon Franz Bonaparte                     | Nachkomme Napoleon Bonapartes                                                                       | 21    |       |
| 23. Juli | Jonathan Fisk                                | US-amerikanischer Jurist und Politiker                                                              | 53    |       |
| 25. Juli | Sebastian Demar                              | französischer Komponist und Organist                                                                | 69    |       |
| 26. Juli | Adrien-Hubert Brué                           | französischer Kartograf                                                                             | 46    |       |
| 26. Juli | Éléonore Duplay                              | französische Malerin, sowie die Mätresse oder die Verlobte des Politikers Maximilien de Robespierre |       |       |
| 27. Juli | Franklin Davenport                           | US-amerikanischer Politiker                                                                         | 76    |       |
| 28. Juli | Joseph Schreyvogel                           | österreichischer Schriftsteller, Theaterleiter, Dramaturg                                           | 64    |       |
| 30. Juli | Jean-Antoine Chaptal                         | französischer Chemiker und Politiker                                                                | 76    |       |
| 30. Juli | Maximilian von Ketteler                      | preußischer Landrat des Kreises Warendorf und Gutsbesitzer                                          | 52    |       |
| Juli     | Pierre Lagrave                               | französischer Komponist                                                                             |       |       |

## August
| Tag        | Name                                  | Beruf, bekannt als                                                                                                 | Alter | Beleg |
| ---------- | ------------------------------------- | --- | ----- | ----- |
| 2. August  | Christian Friedrich Schuricht         | deutscher Architekt, Baubeamter, Gartenarchitekt, Kupferstecher und Zeichner                                       | 79    |       |
| 4. August  | Étienne-Jean-François Borderies       | französischer Priester und Liederdichter                                                                           | 68    |       |
| 4. August  | Friedrich August Carl von Kospoth     | deutscher Kommunalpolitiker, Oberbürgermeister von Breslau                                                         | 65    |       |
| 4. August  | Franz Seraph von Orsini-Rosenberg     | österreichischer Adeliger und General                                                                              | 70    |       |
| 5. August  | Wilhelm Brandt                        | deutscher Großkaufmann und Reeder                                                                                  | 54    |       |
| 6. August  | Daniel Heinrich von der Heydt         | deutscher Unternehmer und Politiker                                                                                | 65    |       |
| 8. August  | Friedrich Cropp                       | deutscher Rechtslehrer und Instanzrichter                                                                          | 42    |       |
| 10. August | Michael Frey                          | deutscher Komponist, Geiger und Kapellmeister                                                                      |       |       |
| 10. August | Maria Catharina van Dooren            | niederländische Stifterin                                                                                          |       |       |
| 10. August | Niklaus Rudolf von Wattenwyl          | Schweizer Militär, General                                                                                         | 72    |       |
| 11. August | Henry Edwin Dwight                    | US-amerikanischer Pädagoge und Reiseschriftsteller                                                                 | 35    |       |
| 11. August | Claude-Antoine Prieur                 | Offizier, Wissenschaftler und ein Politiker während der Französischen Revolution                                   | 68    |       |
| 12. August | Josef Kern                            | österreichischer Silberschmied, Medailleur und Lokalpolitiker                                                      | 43    |       |
| 12. August | John McKee                            | US-amerikanischer Politiker                                                                                        |       |       |
| 13. August | Clemens-August von Droste zu Hülshoff | deutscher Jurist und Professor für Rechtsphilosophie, Kirchen- und Kriminalrecht sowie Rektor der Universität Bonn | 39    |       |
| 16. August | Samuel Ward                           | nordamerikanischer Politiker, Angehöriger der Kontinentalarmee                                                     | 75    |       |
| 16. August | Dimitrios Ypsilantis                  | griechischer Feldmarschall, Politiker und Freiheitskämpfer                                                         |       |       |
| 17. August | Pierre Daumesnil                      | französischer Generalleutnant                                                                                      | 56    |       |
| 17. August | Johann Jakob Faesch                   | Schweizer evangelischer Geistlicher                                                                                | 80    |       |
| 19. August | Karl Georg Wilhelm von Krause         | pommerscher Gutsbesitzer und preußischer Landrat und Politiker                                                     | 70    |       |
| 20. August | David Holmes                          | US-amerikanischer Politiker                                                                                        | 63    |       |
| 23. August | Thekla Kneisel                        | österreichische Schauspielerin und Sängerin                                                                        |       |       |
| 23. August | Johann Georg Wagler                   | deutscher Zoologe und Herpetologe                                                                                  | 32    |       |
| 24. August | Nicolas Léonard Sadi Carnot           | französischer Physiker                                                                                             | 36    |       |
| 25. August | Aaron Leland                          | US-amerikanischer Politiker                                                                                        | 71    |       |
| 27. August | Adolphus Hubbard                      | US-amerikanischer Politiker                                                                                        |       |       |
| 27. August | Giovanni Battista Palletta            | italienischer Mediziner                                                                                            | 84    |       |
| 30. August | Anton Ulrich von Holzhausen           | Ratsherr und Bürgermeister in Frankfurt am Main                                                                    | 78    |       |
| 30. August | Margaretha Elisabeth Jenisch          | deutsche Schulleiterin und Mäzenin                                                                                 | 68    |       |
| 30. August | Rupert Wintersteller                  | Tiroler Freiheitskämpfer                                                                                           | 59    |       |
| 31. August | Antoine-Léonard de Chézy              | französischer Orientalist und Mitbegründer der Indologie                                                           | 59    |       |
| 31. August | Everard Home                          | britischer Anatom und Chirurg, Erstbeschreiber des Ichthyosaurier                                                  | 76    |       |
| 31. August | Auguste Kreutzer                      | französischer Komponist und Musiker                                                                                | 53    |       |
| August     | Thomas Kendall                        | englisch-neuseeländischer Missionar und Linguist                                                                   |       |       |

## September
| Tag           | Name                                          | Beruf, bekannt als                                                 | Alter | Beleg |
| ------------- | --------------------------------------------- | ------------------------------------------------------------------ | ----- | ----- |
| 2. September  | Carl von Benzel-Sternau                       | kurpfälzischer und badischer Beamter                               | 58    |       |
| 2. September  | Franz Gabriel von Bray                        | Diplomat mit vielfältigen wissenschaftlichen Interessen            | 66    |       |
| 2. September  | William Kirkpatrick                           | US-amerikanischer Arzt und Politiker                               | 62    |       |
| 2. September  | Franz Xaver von Zach                          | österreichisch-deutscher Astronom                                  | 78    |       |
| 5. September  | Johann Samuel Kaulfuß                         | deutsch-polnischer Altphilologe und Literaturhistoriker            | 52    |       |
| 5. September  | Johann Gottfried Langermann                   | deutscher Psychiater; preußischer Staatsrat                        | 64    |       |
| 5. September  | Thomas Trotter                                | schottischer Marinearzt und Autor                                  |       |       |
| 6. September  | Charles Meynier                               | französischer Maler                                                | 68    |       |
| 6. September  | Benedetto Naro                                | italienischer Kardinal, Mitglied der Kurie                         | 88    |       |
| 6. September  | Simon Melchior de Petris                      | Apostolischer Vikar von Seckau                                     | 75    |       |
| 6. September  | Christian Ernst Weiße                         | deutscher Historiker und Rechtswissenschaftler                     | 65    |       |
| 9. September  | Charles Matthieu Isidore Decaen               | französischer General                                              | 63    |       |
| 9. September  | Henry Hellyer                                 | britisch-australischer Entdeckungsreisender                        |       |       |
| 9. September  | Bernhard Klein                                | deutscher Komponist                                                | 39    |       |
| 12. September | Karl Friedrich Steiger                        | Schweizer Politiker                                                | 76    |       |
| 12. September | Priscilla Wakefield                           | englische Philanthropin, Quäkerin, Schriftstellerin und Feministin | 81    |       |
| 13. September | Gabriel Richard                               | US-amerikanischer Politiker französischer Herkunft                 | 64    |       |
| 15. September | Jean-Chrysostome Brauneis senior              | kanadischer Kapellmeister, Musikpädagoge und Komponist             | 47    |       |
| 15. September | Edward St. Loe Livermore                      | US-amerikanischer Jurist und Politiker                             | 70    |       |
| 15. September | Domingo Monteverde                            | spanischer General                                                 |       |       |
| 17. September | Francesco Carelli                             | italienischer Numismatiker und Altertumsforscher                   | 73    |       |
| 17. September | Peter van Schaack                             | US-amerikanischer Jurist                                           | 85    |       |
| 18. September | Friedrich Christian von Liebenau              | sächsischer Oberst                                                 |       |       |
| 18. September | Niklaus Wolf von Rippertschwand               | schweizerischer Landwirt und Heiler                                | 76    |       |
| 20. September | Karl Giesebrecht                              | deutscher Dichter und Professor                                    | 50    |       |
| 21. September | Charles Auguste Creutzer                      | französischer Brigadegeneral deutscher Herkunft                    | 52    |       |
| 21. September | Walter Scott                                  | schottischer Schriftsteller, der Historienromane schrieb           | 61    |       |
| 22. September | Philibert-Louis Debucourt                     | französischer Maler und Kupferstecher                              | 77    |       |
| 23. September | Samuel Jacques Hollard                        | Schweizer Politiker                                                | 73    |       |
| 25. September | Franz Egon Philipp von Fürstenberg-Herdringen | Fideikommissherr und Politiker                                     | 43    |       |
| 25. September | Josef Geyr von Schweppenburg                  | deutscher Rittergutsbesitzer und Politiker                         | 78    |       |
| 26. September | Edward Dominic Fenwick                        | US-amerikanischer Geistlicher, Bischof von Cincinnati              | 64    |       |
| 27. September | Karl Christian Friedrich Krause               | deutscher Philosoph                                                | 51    |       |

## Oktober
| Tag         | Name                                  | Beruf, bekannt als                                                              | Alter | Beleg |
| ----------- | ------------------------------------- | ------------------------------------------------------------------------------- | ----- | ----- |
| 2. Oktober  | Christian Gottfried Nestler           | französischer Hochschullehrer, Professor der Botanik und Pharmazie in Straßburg | 54    |       |
| 4. Oktober  | John Hopkins                          | US-amerikanischer Politiker                                                     | 67    |       |
| 8. Oktober  | Friedrich von Bernuth                 | preußischer, holländischer und französischer Beamter                            | 75    |       |
| 8. Oktober  | George Francis Lyon                   | britischer Seefahrer                                                            |       |       |
| 9. Oktober  | Johann Rudolf Rengger                 | Schweizer Arzt und Naturforscher                                                | 37    |       |
| 10. Oktober | James Stephen                         | britischer Parlamentarier                                                       | 74    |       |
| 12. Oktober | John Clark                            | US-amerikanischer Politiker und Gouverneur von Georgia                          | 66    |       |
| 14. Oktober | Heinrich Meyer                        | Schweizer Maler und Kunstschriftsteller                                         | 72    |       |
| 14. Oktober | Alexander Ogle                        | US-amerikanischer Politiker                                                     | 66    |       |
| 15. Oktober | Carl August Benjamin Siegel           | Architekt und Hochschullehrer                                                   | 75    |       |
| 16. Oktober | Rai San’yō                            | japanischer Historiker und Dichter                                              | 52    |       |
| 18. Oktober | Justus Heinrich Christoph Bärensprung | deutscher Unternehmer, Zeitungsredakteur und -verleger                          | 42    |       |
| 18. Oktober | Johann Baptist Durach                 | deutscher Schriftsteller, Bibliothekar und Gymnasiallehrer                      | 65    |       |
| 18. Oktober | Friedrich Schenck zu Schweinsberg     | deutscher Gutsbesitzer                                                          | 54    |       |
| 20. Oktober | William Rowley, 2. Baronet            | britischer Politiker                                                            | 71    |       |
| 28. Oktober | Ludwig Wolf                           | deutscher Kupferstecher und Historienmaler und Illustrator                      | 60    |       |
| 29. Oktober | Ghazi Muhammad                        | islamischer Gelehrter und Prediger bei den Awaren in Dagestan                   |       |       |
| 31. Oktober | Antonio Scarpa                        | italienischer Anatom                                                            | 80    |       |

## November
| Tag          | Name                                     | Beruf, bekannt als                                                                                 | Alter | Beleg |
| ------------ | ---------------------------------------- | -------------------------------------------------------------------------------------------------- | ----- | ----- |
| 1. November  | Julius von Voß                           | deutscher Schriftsteller                                                                           | 64    |       |
| 2. November  | Axel Bundsen                             | dänischer Architekt und Baumeister                                                                 | 64    |       |
| 2. November  | Henriette Schadow                        | deutsche Sängerin                                                                                  | 48    |       |
| 3. November  | Pietro Generali                          | italienischer Komponist und Musikpädagoge                                                          | 59    |       |
| 3. November  | John Leslie                              | schottischer Mathematiker und Physiker                                                             | 66    |       |
| 4. November  | Charles Abbott, 1. Baron Tenterden       | britischer Jurist                                                                                  | 70    |       |
| 4. November  | Bernhard Friedrich Thibaut               | deutscher Mathematiker                                                                             | 56    |       |
| 5. November  | Armand Samuel de Marescot                | französischer Ingenieur-Offizier                                                                   | 74    |       |
| 5. November  | Theodor von Zabern                       | deutscher Buchdrucker und Verleger                                                                 | 61    |       |
| 6. November  | August Hüber                             | Jurist und badischer Beamter                                                                       | 50    |       |
| 7. November  | Joseph Jakob von Heckenstaller           | Generalvikar und Apostolischer Vikar in Freising                                                   | 84    |       |
| 8. November  | Karl August von Beckers zu Westerstetten | bayerischer General der Infanterie                                                                 | 62    |       |
| 8. November  | Marie-Jeanne de Lalande                  | französische Astronomin                                                                            |       |       |
| 10. November | Johann Spurzheim                         | deutscher Autor und Arzt                                                                           | 55    |       |
| 10. November | Friedrich Karl von Thürheim              | bayerischer Verwaltungsbeamter und Staatsminister                                                  |       |       |
| 12. November | José Matías Delgado y de León            | Gründer von El Salvador                                                                            | 65    |       |
| 12. November | Henry Eckford                            | schottisch-amerikanischer Schiffbauer                                                              | 57    |       |
| 12. November | Barnaba Oriani                           | italienischer Astronom und Wissenschaftler                                                         | 80    |       |
| 12. November | Michael Rosenberger                      | Klavierbauer                                                                                       | 66    |       |
| 12. November | François Étienne de Rosily-Mesros        | französischer Admiral unter Napoléon Bonaparte                                                     | 84    |       |
| 14. November | Wilhelm Bendz                            | dänischer Maler                                                                                    | 28    |       |
| 14. November | Charles Carroll                          | US-amerikanischer Senator, letzter überlebender Unterzeichner der Unabhängigkeitserklärung der USA | 95    |       |
| 14. November | Rasmus Christian Rask                    | dänischer Indogermanist                                                                            | 44    |       |
| 14. November | Heinrich Wilhelm von Zeschau             | sächsischer Generalleutnant und Staatssekretär                                                     | 72    |       |
| 15. November | Hannah Adams                             | US-amerikanische Schriftstellerin                                                                  | 77    |       |
| 15. November | Jean-Baptiste Say                        | französischer Ökonom und Geschäftsmann                                                             | 65    |       |
| 15. November | Konrad von Schmidt-Phiseldeck            | deutscher Philosoph                                                                                | 62    |       |
| 17. November | Luigi Ruffo Scilla                       | italienischer Kardinal, Apostolischer Nuntius und Erzbischof von Neapel                            | 82    |       |
| 17. November | Johann Georg Stulz von Ortenberg         | Schneider, Kaufmann und Wohltäter                                                                  | 61    |       |
| 18. November | Wilhelm Heinrich von Rudorff             | preußischer Generalmajor, Chef des Husarenregiments Nr. 2                                          | 91    |       |
| 19. November | Philip Doddridge                         | US-amerikanischer Politiker                                                                        | 59    |       |
| 19. November | Silas Halsey                             | US-amerikanischer Arzt und Politiker                                                               | 89    |       |
| 20. November | Adolph Preiss                            | deutsch-baltischer lutherischer Geistlicher                                                        | 70    |       |
| 21. November | Edward Fenwick Tattnall                  | US-amerikanischer Politiker                                                                        |       |       |
| 22. November | Alexandra Grigorjewna Murawjowa          | Ehefrau des Dekabristen Nikita Michailowitsch Murawjow                                             |       |       |
| 24. November | Simon de Faultrier                       | französischer Brigadegeneral der Artillerie                                                        | 69    |       |
| 25. November | Christian von Schlözer                   | deutscher Jurist und Hochschullehrer                                                               | 57    |       |
| 29. November | Karl Asmund Rudolphi                     | deutscher Naturforscher                                                                            | 61    |       |
| 30. November | Franz Joseph Schelver                    | deutscher Mediziner und Botaniker                                                                  | 54    |       |

## Dezember
| Tag          | Name                                              | Beruf, bekannt als                                                                               | Alter | Beleg |
| ------------ | ------------------------------------------------- | ------------------------------------------------------------------------------------------------ | ----- | ----- |
| 2. Dezember  | David Ludwig Bay                                  | Schweizer Politiker zur Zeit der Helvetik                                                        | 83    |       |
| 3. Dezember  | Heinrich Christian Motz                           | Bremer Senator                                                                                   | 71    |       |
| 5. Dezember  | Christoph Gotthelf König                          | deutscher Pädagoge                                                                               | 67    |       |
| 7. Dezember  | Thomas Jones Rogers                               | US-amerikanischer Politiker                                                                      |       |       |
| 8. Dezember  | Wilhelm Christian Erpenbeck                       | deutscher Mediziner                                                                              |       |       |
| 9. Dezember  | Johann Adam Müller                                | deutscher Bauernprophet                                                                          | 63    |       |
| 11. Dezember | Emanuel Ciolina Zanoli                            | Parfümhersteller und erster Kölner Karnevalsprinz                                                |       |       |
| 13. Dezember | Christian Daniel Beck                             | deutscher Philologe                                                                              | 75    |       |
| 13. Dezember | Josef Spitzeder                                   | deutscher Sänger                                                                                 |       |       |
| 16. Dezember | Ernst Heinrich Gottlieb von Nickisch und Roseneck | preußischer Landrat, Justizrat und Landschaftsdirektor                                           | 66    |       |
| 17. Dezember | Robert Charles Sands                              | US-amerikanischer Schriftsteller und Dichter                                                     | 33    |       |
| 18. Dezember | Philip Freneau                                    | US-amerikanischer Dichter                                                                        | 80    |       |
| 21. Dezember | Heinrich Keller                                   | Schweizer Bildhauer und Schriftsteller                                                           | 61    |       |
| 21. Dezember | Johann Friedrich Pierer                           | deutscher Lexikograf                                                                             | 65    |       |
| 22. Dezember | Michel-Robert Penchaud                            | französischer Architekt                                                                          | 59    |       |
| 22. Dezember | Nathaniel Allen                                   | US-amerikanischer Politiker                                                                      |       |       |
| 23. Dezember | Eleonore von Bretzenheim                          | Gräfin zu Leiningen-Guntersblum                                                                  | 61    |       |
| 23. Dezember | Konrad Kleinschmidt                               | deutscher Missionar und grönländischer Sprachwissenschaftler                                     | 64    |       |
| 23. Dezember | Alexander Wilhelm Köhler                          | deutscher Lehrer für Bergrecht                                                                   | 76    |       |
| 23. Dezember | Franz Xaver Joseph de Lusignan                    | österreichischer Offizier                                                                        | 79    |       |
| 24. Dezember | Karl von Büllinger                                | bayerischer Generalmajor                                                                         | 64    |       |
| 25. Dezember | Daniel Heinrich Delius                            | preußischer Regierungspräsident                                                                  | 59    |       |
| 25. Dezember | Georg Jacob Friedrich Meister                     | deutscher Rechtswissenschaftler und Hochschullehrer sowie Verfechter eines humaneren Strafrechts | 77    |       |
| 26. Dezember | Mattli Conrad                                     | Schweizer reformierter Pfarrer, Romanist und Rätoromonanist                                      | 87    |       |
| 26. Dezember | Hans Heinrich Füssli                              | Zürcher Ratsmitglied, Professor für vaterländische Geschichte, und Verleger                      | 87    |       |
| 26. Dezember | Karl Johann Mecséry de Tsoor                      | k. k. Feldmarschall-Lieutenant und Ritter des Maria-Theresia-Ordens                              | 62    |       |
| 27. Dezember | Emanuel von Schimonsky                            | Fürstbischof von Breslau                                                                         | 80    |       |
| 28. Dezember | Charles de Lameth                                 | französischer General                                                                            | 75    |       |
| 29. Dezember | Johann Friedrich Cotta                            | deutscher Verleger, Industriepionier und Politiker                                               | 68    |       |
| 29. Dezember | James Hillhouse                                   | US-amerikanischer Politiker                                                                      | 78    |       |
| 30. Dezember | Ludwig Devrient                                   | deutscher Schauspieler                                                                           | 48    |       |
| 31. Dezember | Georg Johann Simon Dreves                         | deutscher Theologe und Pädagoge                                                                  | 58    |       |

## Datum unbekannt
| Tag | Name                      | Beruf, bekannt als                                                                            | Alter | Beleg |
| --- | ------------------------- | --------------------------------------------------------------------------------------------- | ----- | ----- |
|     | Adolf Agthe               | russischer Bergbauingenieur                                                                   |       |       |
|     | Johann Hinrich Bachmann   | deutscher Kaufmann und Unternehmer, Inhaber des Bremer Handelshauses J.H. Bachmann            |       |       |
|     | Girolamo Bagnasco         | italienischer Bildhauer                                                                       |       |       |
|     | William Becknell          | US-amerikanischer Waldläufer                                                                  |       |       |
|     | John Ferguson             | US-amerikanischer Politiker                                                                   |       |       |
|     | Barzillai Gannett         | US-amerikanischer Politiker                                                                   |       |       |
|     | Robert Way Harty          | irischer Politiker                                                                            |       |       |
|     | Sophie Laurent            | deutsche Theaterschauspielerin                                                                |       |       |
|     | Étienne Lenoir            | französischer Instrumentenbauer                                                               |       |       |
|     | Miguel da Silveira Lorena | portugiesischer Gouverneur von Portugiesisch-Timor                                            |       |       |
|     | Franz Mallinckrodt        | Dortmunder Bürgermeister                                                                      |       |       |
|     | Johann Nepomuk Mayrhofer  | österreichischer Maler                                                                        |       |       |
|     | Pablo de Mendíbil         | spanischer Romanist und Hispanist, der in Frankreich und England wirkte                       |       |       |
|     | John Paterson             | schottischer Architekt                                                                        |       |       |
|     | Daniel Philippides        | griechischer Gelehrter                                                                        |       |       |
|     | Anna Rajecka              | polnische Malerin und Zeichnerin                                                              |       |       |
|     | Lebrecht Rebenstein       | deutscher Schauspieler Sänger am Berliner Nationaltheater                                     |       |       |
|     | Markus Sandmann           | österreichischer Bibliothekar und Autor, Direktor der Universitätsbibliothek Graz (1817–1832) |       |       |
|     | Christian Ernst Schöler   | deutscher Orgelbauer                                                                          |       |       |
|     | José de la Serna          | spanischer Vizekönig in Peru                                                                  |       |       |
|     | Samuel Sharpe             | Nationalheld Jamaikas, Anführer im Weihnachtsaufstand in Montego Bay                          |       |       |
|     | Jacob Swoope              | US-amerikanischer Politiker                                                                   |       |       |
|     | Sabbattia Joseph Wolff    | deutscher Autor                                                                               |       |       |
|     | Jaime de Zudáñez          | bolivianischer Politiker                                                                      |       |       |